# ۹۸۸۲ استالمن
سیارک ۹۸۸۲ استالمن (به انگلیسی: 9882 Stallman، نامگذاری:1994SS9) نه هزار و هشتصد و هشتاد و دومین سیارک کشف شده‌است که در ۲۸ سپتامبر ۱۹۹۴ کشف شد.
قدر مطلق سیارک برابر ۱۶٫۰۰ است.
این سیارک به نام ریچارد استالمن بنیان‌گذار پروژه گنو نامگذاری شده‌است.